# Monte Pío (beneficencia)

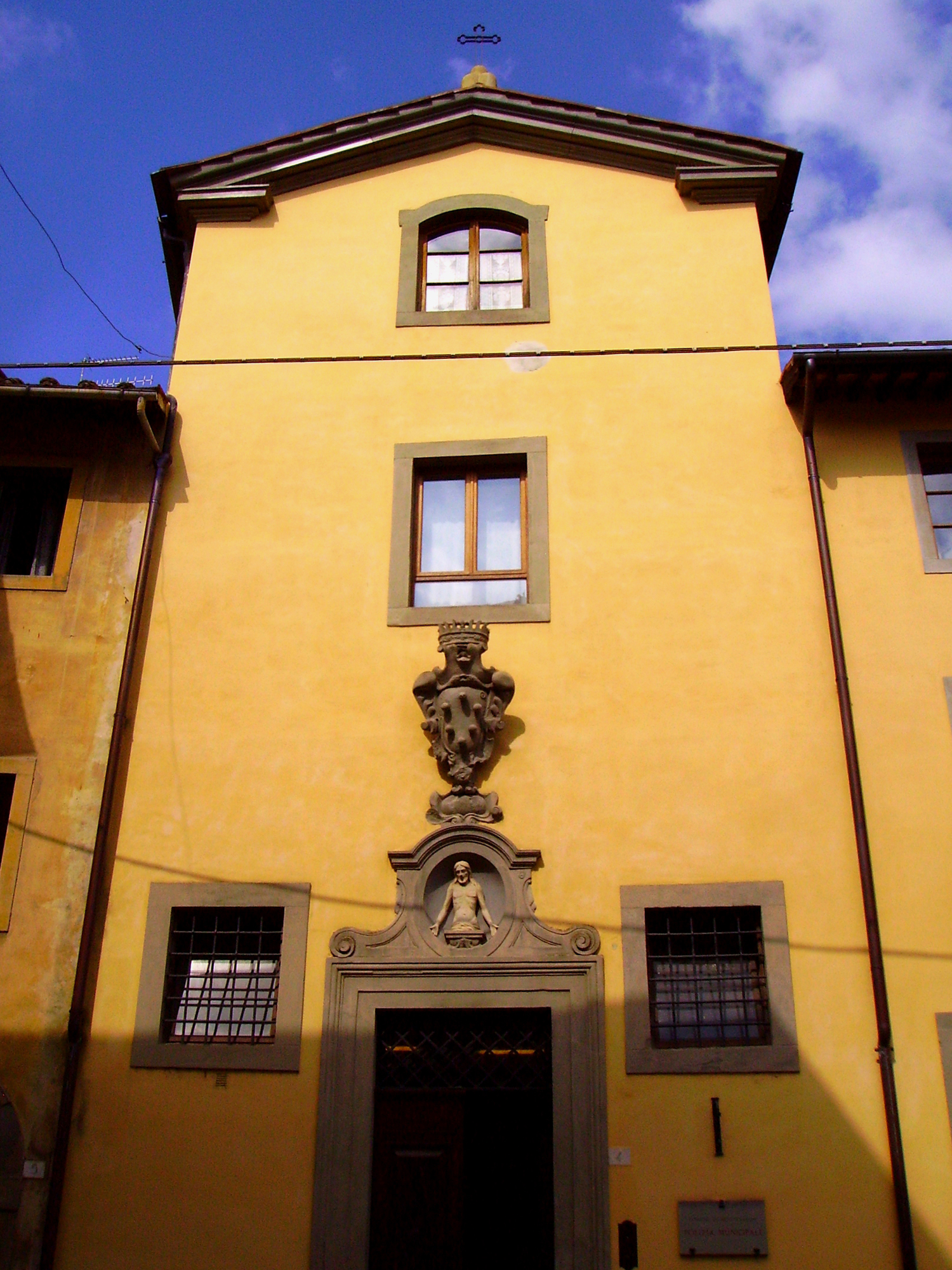
Monte Pío de Montevarchi

Los montes píos eran fondos, cajas o depósitos de dinero formados ordinariamente con autorización del Gobierno y previa la aprobación de sus estatutos, con los descuentos que se hacían a los individuos de algún cuerpo o clase o por contribución de los mismos para pensionar a sus viudas o huérfanos o facilitarles auxilio en la vejez y enfermedades. 
Fueron creados en distintas épocas, siendo su objeto evitar la mísera situación a que quedaban reducidas, ordinariamente, las familias de los servidores del Estado cuando estos fallecían.

## Montes Píos militares
El más antiguo de los montes píos es el militar, establecido en España el 20 de abril de 1761. Además de los descuentos que pesaban, no solo sobre las clases que tenían opción a las pensiones, sino sobre todos los militares, aunque en ningún caso pudiesen disfrutar de su beneficio, se aplicaron a este monte pío las herencias de los militares y demás individuos que gozan de él y mueren ab intestato sin tener pariente.
Por R. D. de 20 de febrero de 1857 se mandó cesar el descuento que se hacía para monte pío a los militares de todos los ramos y clases de mar y tierra, debiendo cobrar desde entonces del Tesoro público su respectiva pensión de viudedad u orfandad las viudas y huérfanos de militares que tuvieran derecho a ella según el reglamento y reales órdenes aclaratorias vigentes, resolviéndose por el Ministerio de la Guerra como las solicitudes de los interesados conforme la práctica establecida para el señalamiento de estos derechos.

## Montes Píos civiles
Fueron establecidos en España en distintas épocas a imitación del militar. Los principales son los siguientes:
- Monte pío de Ministros de los Tribunales superiores. Se creó por real decreto de 12 de enero de 1763, señalándole por primer fondo el de las medias anatas que causó el aumento de los sueldos hecho a los referidos ministros por el mismo decreto, dos mesadas de los que fallecían, media mesada anual a cada ministro y algunos otros descuentos.
- Monte pío de corregidores y alcaldes mayores, denominado luego de jueces de primera instancia. Se fundó por otro R. D. de 7 de noviembre de 1790 aplicando al fondo del mismo la mitad de los sueldos y consignaciones de las vacantes de todos los corregimientos de capa y espada y de letras y de las alcaldías mayores y el importe de la media anata de todos los títulos de capitanes de guerra que se expedían a los corregidores y alcaldes mayores, etc.
- Monte pío de oficinas de Hacienda y del Ministerio. Fue creado por real cédula de 27 de abril de 1764 y se hizo un nuevo reglamento el 20 de junio de 1797 aplicándole igualmente por fondo el descuento en los sueldos.
- Monte pío de las oficinas de correos establecido por R. D. de 22 de diciembre de 1785.

Después, se suprimieron los descuentos para montes píos pero el Estado tomó sobre sí la obligación de cubrir sus atenciones. Por eso puede decirse que en rigor no existen ya estos institutos, sino por el respeto que merecen los derechos que con ellos han sido creados, y esto aunque siga su denominación y aunque sigan pagándose las pensiones, porque este pago lo hacen ya de su cargo las cajas del Tesoro público.